# Buergeria japonica
Buergeria japonica (japanisch リュウキュウカジカガエル Ryūkyū-Kajikagaeru, „Ryūkyū-Flusshirschfrosch“) ist eine Ruderfroschart aus der Gattung Buergeria, die auf den japanischen Nansei-Inseln verbreitet ist.

## Beschreibung

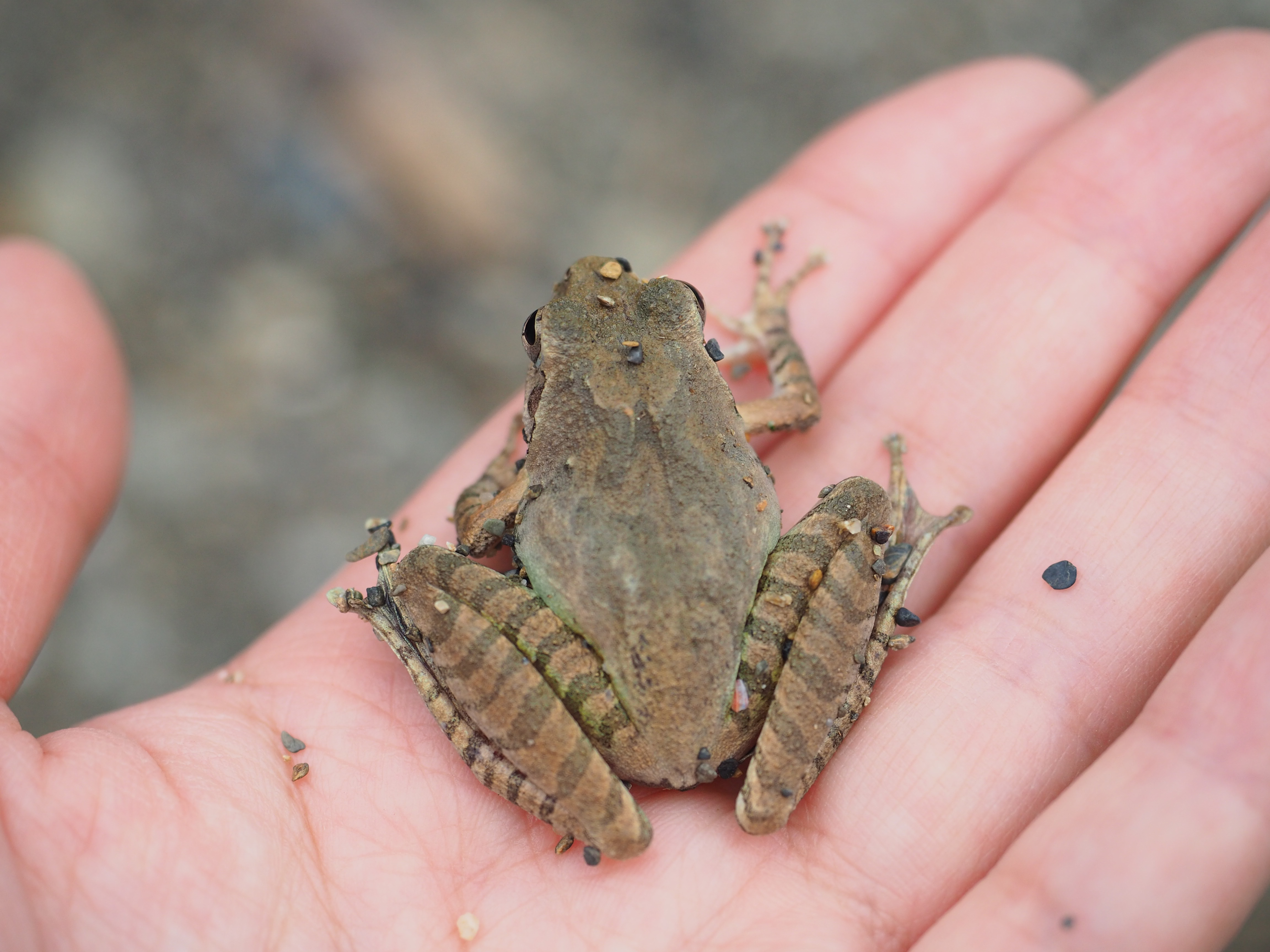
Dorsalansicht

Die Frösche sind eher klein und schlank. Die Weibchen haben eine Kopf-Rumpf-Länge von 2,7 bis 3,7 cm und die Männchen von 2,5 bis 3,0 cm. Sie sind dorsal rötlich braun bis grau gefärbt. Sie können einfarbig sein oder ein undeutliches, dunkles Muster aufweisen. Eine dorsolaterale (seitlich am Rücken verlaufende) Falte fehlt, jedoch verläuft eine deutliche Falte über dem Tympanum (Trommelfell). Zudem befindet sich eine X-förmige Falte zwischen den Schultern und kleine Tuberkel auf der Haut über den Augen. Zwischen den Fingern der Frösche befinden sich keine Schwimmhäute, jedoch an den Zehen. Ausgewachsene Kaulquappen erreichen eine Gesamtlänge von über 3 cm. Sie haben einen ovalen Kopf und länglichen Körper und Schwanz.
Die Art lässt sich an der X-förmigen Falte und den Tuberkeln über dem Auge von sympatrischen, braunen Froscharten wie Kurixalus eiffingeri unterscheiden.
Die Männchen verfügen über eine mittige, subgulare Schallblase und ein Paar Stimmöffnungen. Der Paarungsruf variiert etwas von Insel zu Insel. Er stellt eine Serie von Zwitscherlauten dar, manchmal folgend oder gefolgt von einem tiefen Triller.

## Lebensweise
Die Frösche kommen bis etwa 300 m Höhe vor, sowohl nahe der Küste in von Salzwasser beeinträchtigten Gebieten, als auch in Wäldern und Bergregionen. Sie sind hauptsächlich am Boden und auf Felsen anzutreffen. Die Paarungszeit liegt zwischen März und November. Die Weibchen legen ihre Eier einzeln in Stillgewässern. Einen geringen Salzgehalt überleben die Eier. Diese sind dunkelbraun und haben einen Durchmesser von 1,2 bis 1,4 mm. Kaulquappen kommen auch in heißen Quellen vor, wo sie Temperaturen bis etwa 40 °C überstehen. Beobachtet wurde dies auf Kuchinoshima. Die höchste Wassertemperatur bei der mindestens vier Kaulquappen gefunden wurden, lag bei 41,5 °C, die höchste für ein einzelnes Tier sogar bei 46 °C. Auch Kaulquappen auf Taiwan, die inzwischen zu einer eigenständigen Art gehören, überstehen hohe Wassertemperaturen.

## Verbreitungsgebiet und Gefährdungsstatus

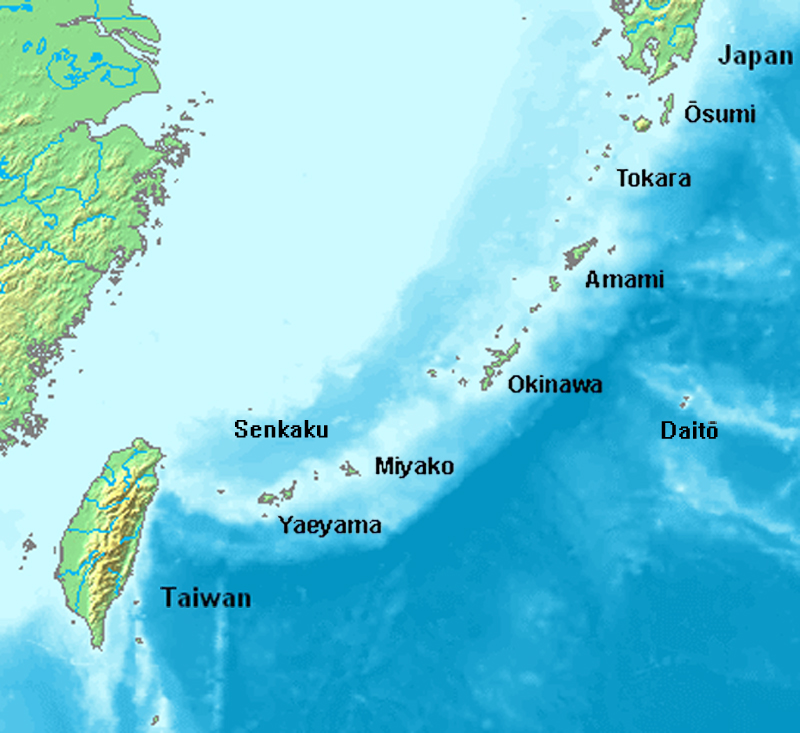
Karte der Nansei-Inseln. Buergeria japonica ist von den Tokara- bis Okinawa-Inseln verbreitet.

Die Art ist in Japan endemisch. Ihr Verbreitungsgebiet erstreckt sich über die zentralen Nansei-Inseln von den Tokara-Inseln südwärts bis zu den Okinawa-Inseln. Populationen auf den südlichen Ryūkyū-Inseln und dem Nordwesten Taiwans wurden 2020 als eigene Art Buergeria choui beschrieben. Populationen im östlichen und südlichen Taiwan gehören zu Buergeria otai. Eine dritte in Japan verbreitete Art der Gattung Buergeria ist Buergeria buergeri, die auf den Hauptinseln Honshū, Kyūshū und Shikoku vorkommt.
Die IUCN und die nationale Rote Liste gefährdeter Arten Japans stuft Buergeria japonica als nicht gefährdet (least concern) ein und den Populationstrend als stabil. Der Großteil des Verbreitungsgebiets liegt in Schutzgebieten.